# Relacions entre Malawi i Moçambic
Les relacions entre Malawi i Moçambic es refereix a la les relacions actuals i històriques entre Malawi i Moçambic. Com que Malawi comparteix una àmplia frontera amb Moçambic, gran part de la substància de les seves relacions exteriors es refereixen a la frontera que separa les dues nacions. Ambdós Estats sobirans han acordat amistosament que les fronteres lacustres al llac Malawi segueixin sent la major prioritat entre els dos països, igual que l'explotació dels recursos naturals dins de les aigües del llac Malawi segueixen sent un problema per resoldre els dos països. Es va considerar en el seu moment un acte de generositat i simpatia dins les relacions d'ambdós països quan, durant la Guerra Civil de Moçambic, Malawi va acollir més d'un milió de refugiats de Moçambic entre 1985 i 1995. Després d'aquest gest, les relacions de Malawi amb Moçambic es van deteriorar sota la presidència de Bingu wa Mutharika, aconseguint un notori nadir, quan la policia de Malawi van llançar una incursió en territori de Moçambic.

## Frontera del llac Malawi
La frontera lacustre entre Malawi i Moçambic al llac Nyasa ha estat objecte de tensió entre les nacions, ja que l'antiguitat de l'explotació de recursos al llac. El descobriment de petroli i les posteriors prospeccions proporcionaren un impuls a les files diplomàtiques, però les dues nacions han treballat intensament per evitar que això passi. Uns recent JPCC (Comissió Conjunta Permanent de Cooperació), celebrada a Lilongwe assistit pels respectius ministres d'afers exteriors de dos països galvanitzà el desig d'afirmació de les fronteres d'ambdós països, fins i tot abans que comencés les prospeccions de petroli. Va dir el canceller de Malawi Ephraim Chiume: "L'exercici de reafirmació de la frontera està progressant bé però Iurge fa que s'accelerari el procés perquè puguem iniciar l'exploració de recursos minerals d'una manera harmoniosa." El canceller de Moçambic, Oldemiro Baloi, també exposa la mateixa posició, afirmant: "Moçambic està molt interessat en l'avanç cap a l'establiment d'un mecanisme legal per millorar la cooperació en l'àmbit dels recursos compartits i pel que fa a l'explotació minaire, estem a l'espera de l'afirmació de les fronteres entre ambdós països."

## Els rius Shire i Zambezi
El riu Shire i el riu Zambezi serpentegen a través de Malawi i Moçambic. Els presidents dels dos països han signat recentment un acord pel que fa a la via fluvial Shire-Zambeze, un camí per a les exportacions i importacions de viatjar a Malawi, alternatiu al transport per carretera. El canal connecta el port de Nsanje (Malawi) amb el port moçambiquès de Beira i és navegat extensament per motos aquàtiques. Recentment la via fluvial ha causat dificultats al país, però els malentesos s'han deixat de costat, i el canal està administrat conjuntament per Malawi i Moçambic. El diari de Moçambic Notícias va informar que s'havia signar aquest acord el maig de 2012 pel president de Moçambic Armando Guebuza i el seu homòleg de Malawi, Joyce Banda. Abans, quan va ser inaugurat el port, Moçambic va confiscar barcasses de prova que havien estat enviades al Zambezi.

## Situació dels refugiats moçambiquesos
Durant i després de la Guerra Civil de Moçambic, Malawi albergava a més d'1 milió de refugiats moçambiquesos. La crisi de refugiats no sols va suposar un escull substancial en l'economia de Malawi, sinó que també va atreure importants fluxos d'ajuda internacional. Només al districte de Nsanje més de 220.000 refugiats va fer de la zona la seva residència, superant en nombre a la població local i amb freqüència patien de malalties com ara malària, esquistosomiasi, diarrea, greu malnutrició i lepra. En un informe de juliol 1998, el diari The New York Times va afirmar que "centenars més venen a través de la frontera cada dia, sense final a la vista." Tanmateix el govern de Malawi simpatitzava amb aquestes víctimes de la guerra, i les va proporcionar necessitats rudimentàries com atenció mèdica, refugi, aliments, aigua i roba. Tot i les innombrables possibilitats en contra, el govern de Malawi va obtenir el seu major èxit en els esforços de repatriació dels refugiats moçambiquesos, i el procés va ser lloat com un gran èxit per molts observadors internacionals.

## Transport internacional
A més dels anteriorment esmentats Canal Shire-Zambeze Canal, Malawi i Moçambic comparteixen moltes carreteres cooperativament congruents, a més de rutes en el tren d'Àfrica Central Oriental, incloent la línia central que corre entre la seu operacional dual dels ferrocarrils a Limbe i Nacala.

## Energia
Malawi és conegut arreu del món per la seva escassetat d'energia, sostenible o no sostenible. Per combatre això, Malawi ha signat recentment un acord amb Moçambic que permet l'ocupació cooperativa (ús) de la presa hidroelèctrica de Cahora Bassa. L'acord havia estat proposat anteriorment en 2008, però es va estancar a causa de les preocupacions pels costos.